# エリシャ・オベド
エリシャ・オベド（Elisha Obed、本名：エベレット・ファーグソン、1952年2月21日 - 2018年6月28日
）は、バハマの元プロボクサー。ナッソー出身。元WBC世界ジュニアミドル級（現スーパーウェルター級）王者。

## 来歴
1967年プロ入り。アンジェロ・ダンディの薫陶を受け、スラッガーとして売り出す。1975年11月13日、ミゲル・デ・オリベイラを11回KOし、WBC世界ジュニアミドル級王座に就く。
1976年にトニー・ガードナー、シー・ロビンソンと二度の防衛を果たすが、同年6月18日、ドイツの英雄エックハルト・ダッゲに10回KOされ、打たれ脆さを露呈、王座を失った。

## 戦績
80勝（56KO）11敗4引分け2無効試合